# Hersilia (ort i Argentina)
Hersilia är en ort i Argentina.   Den ligger i provinsen Santa Fe, i den centrala delen av landet, 600 km nordväst om huvudstaden Buenos Aires. Hersilia ligger 93 meter över havet och antalet invånare är 3 000.
Terrängen runt Hersilia är mycket platt. Närmaste större samhälle är Ceres, 17,0 km nordväst om Hersilia.
Trakten runt Hersilia består i huvudsak av gräsmarker. Runt Hersilia är det mycket glesbefolkat, med 4 invånare per kvadratkilometer.